# パクス・ブリタニカ
パクス・ブリタニカ（羅: Pax Britannica（））とは、イギリス帝国が世界的な覇権国家となり「世界の警察官」の役割を果たした期間における、列強間の相対的な平和の時代を指す用語。「パクス」はローマ神話の平和と秩序の女神に由来する。

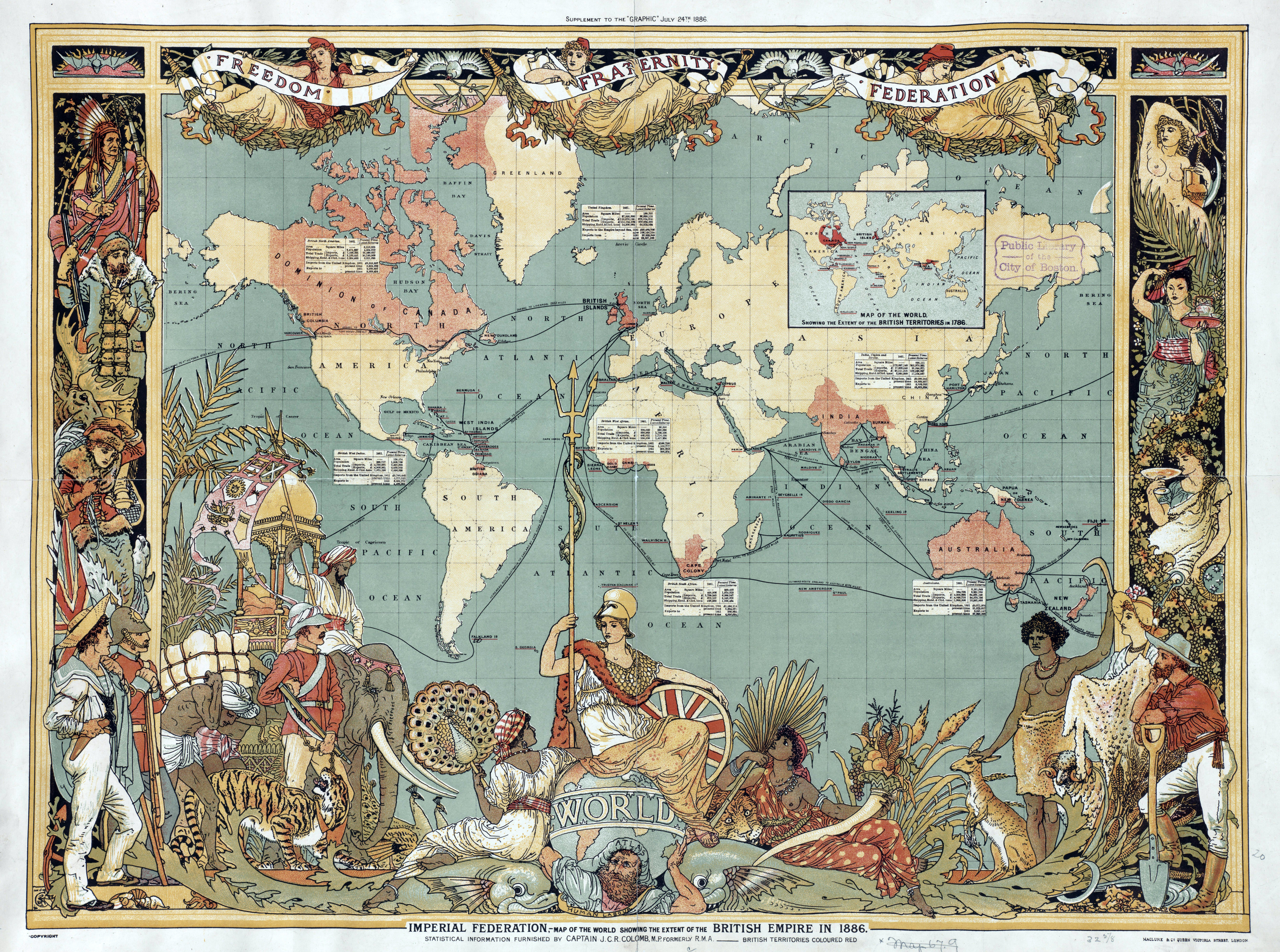
1886年のイギリス帝国。その版図を示す桃色は帝国の伝統色でもあった。

1815年から1914年の間、イギリスの「帝国の世紀（imperial century）」と呼ばれる時期に、約2600万平方キロの領土とおよそ4億人もの人々がイギリス帝国に加えられた。フランス第一帝政に対する勝利はイギリスを、おそらく中央アジアにおけるロシア帝国とのグレート・ゲームを除いて、深刻な海外の対抗勢力がない状態にした。ロシアがバルカン半島にその影響力を広げようとした際には、クリミア戦争（1853年〜1856年）で英仏がこれを破り、オスマン帝国を保護した。
イギリス海軍は主要な海上通商路のほとんどを支配し、確固たるシーパワーを有していた。イギリス帝国は自国の植民地を公式に支配していただけでなく、世界の貿易においても優勢な立場にあったため、アジアやラテンアメリカといった多くの地域へのアクセスを事実上支配していた。イギリスはまた、他の植民地帝国を非常に動揺させたが、アメリカ合衆国が南北アメリカにおける経済的支配を進展させるモンロー主義の維持を支援した。イギリスの商人や海運業者、銀行家らは、その植民地に加えて非公式帝国も擁していたという、他の諸帝国の同業者よりも圧倒的な優位にあった。

## 語源
"pax" はラテン語で「平和」を意味し、"-ica" は英語の "-ic" にあたる接尾辞である。したがって、「パクス・ブリタニカ（Pax Britannica）」の意味は「イギリス（ブリタンニア）の平和」となる。Oxford English Dictionary では、1899年の桂冠詩人による Pax Britannica という詩が最初の使用例とされている。

## 概論
歴史家のホブズボームはフランス革命から第一次世界大戦勃発までの、いわゆる「長い19世紀」を三期に分け、1789年から1848年までを「革命の時代」、1848年から1878年までを「資本の時代」、1878年から1914年までを「帝国の時代」と呼んだ。イギリス帝国の全盛期パクス・ブリタニカはこの区分のうち、「資本の時代」および「帝国の時代」とほぼ重なる。パクス・ブリタニカには厳密な定義があるわけではなく、時期についてはいくつかのヴァリエーションが存在する。一般的にはイギリスが「世界の工場」となった1850年頃に始まるとされ、終わりについては、その地位を失った1870年頃と第一次世界大戦の始まる1914年の二つのパターンがある。またあまり一般的でないが、ナポレオン戦争終了時（1815年）から第一次世界大戦勃発（1914年）までという広義的な見方もある。
確かに「平和」という点からすると、ナポレオン戦争終結の1815年から第一次世界大戦が始まる1914年という約100年は比較的平和な時期である。しかし、1815年の時点では世界に先駆けて工業化を開始したとはいえ、イギリスもまだ産業革命の途中であり、まだ優位はそれほど顕在化していない。イギリスに最盛期が訪れるのは革命と改革の嵐が過ぎ去った「資本の時代」になってからである。
ひとくちに最盛期といっても1860年代から70年代を挟み、イギリス帝国はその容貌を大きく変えている。1860年以前は自由貿易全盛の時期であったが、1860年代にはヨーロッパ大陸でも工業化が進み、世界の工場としての優位性は次第に失われていった。この時期をパクス・ブリタニカの絶頂とする見解はこの「世界の工場」としての地位を基準としている。とはいうものの、ヨーロッパ市場はドイツ帝国などの保護貿易を採った後発国に席捲されたが、アジア、アフリカなどの市場は依然としてイギリスが支配的であったし、そもそも後発国の工業化はイギリスの金融市場と資金によって成し遂げられたものである。イギリスが「世界の工場」であったのはほんの20年ほどであり、むしろ「世界の銀行」としての役割の方がイギリスにとっては重要であり、19世紀後半のイギリス帝国を牽引するのは製造業ではなく、金融業であったと今日では考えられている。したがって「世界の工場」としての地位が失われた1870年代以降についてもパクス・ブリタニカと呼ぶのも不自然ではない。むしろこの言葉が19世紀末に使われ始めたことを考えると、その頃に顕在化する、帝国という目に見える繁栄の証こそがパクス・ブリタニカの本来のイメージに合致するとも言える。

## 歴史

### 台頭
アメリカ合衆国の独立の際に英領アメリカの主要地域であった13植民地を喪失した後、イギリスはアジア、太平洋、そして後にはアフリカへと目を向け探査した結果、第2イギリス帝国（Second British Empire、1783年〜1815年）の興隆をもたらした。産業革命は1700年代後半にイギリスで始まり、アダム・スミスの『国富論』（1776年）のように自由市場についての新たな思想が生まれた。自由貿易はイギリスが1840年まで実践した中心原則となり、その経済成長と金融支配において重要な役割を果たした。

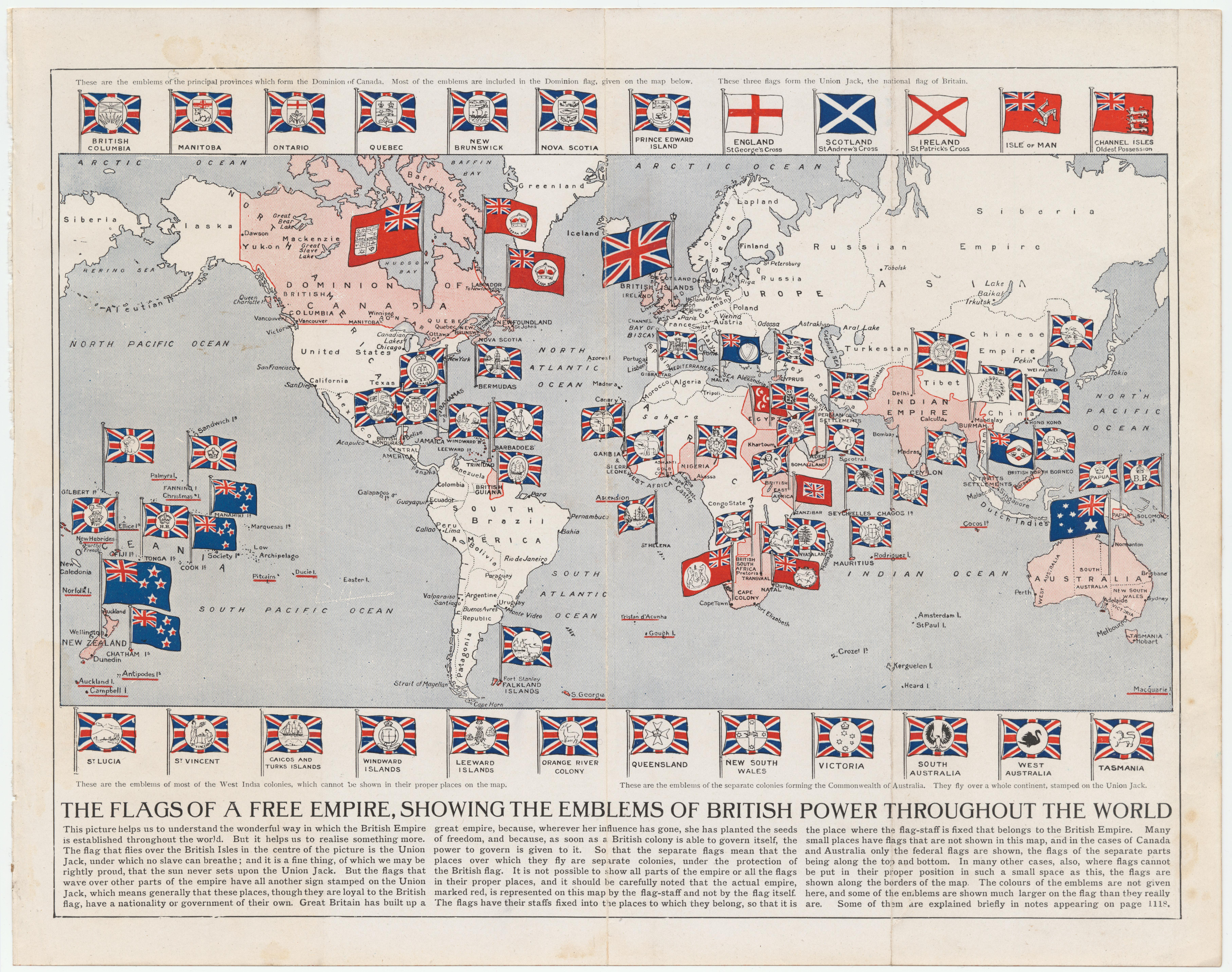
1910年時点のイギリス帝国領

1815年のナポレオン戦争終結から1914年の第一次世界大戦勃発まで、イギリスは世界的な覇権国（最も影響力のある主体）の役割を果たした。主要な海上貿易路に対する「イギリスによる平和」の賦課は、1815年のイギリス領セイロン（現在のスリランカ）の併合に始まった。ペルシア湾総督邸の管理下にて、現地のアラブ人指導者らはその地域に対するイギリスの保護を正式なものとする複数の条約に同意した。イギリスは彼らに、1820年の総合海洋条約として知られる海賊対策条約を課した。1853年の恒久海洋休戦協定（the Perpetual Maritime Truce）に調印したことで、イギリスが外部の脅威から保護する代わりにアラブ人支配者らは海上戦争の遂行権を放棄した。

### 繁栄
イギリスの軍事および通商の世界的な優位は、分断され比較的脆弱であった大陸ヨーロッパと、全世界の海洋におけるイギリス海軍の存在によって支えられていた。公式帝国以外でも、イギリスは中国、タイ、アルゼンチンなど多くの国との貿易を管理していた。ウィーン会議の後も、イギリス帝国の経済力は海軍の優勢と大陸ヨーロッパにおける勢力均衡を維持するための外交努力を通じて発展し続けた。
この時代、イギリス海軍は海賊の鎮圧や奴隷貿易の禁止（アフリカ封鎖）など、他国に利益をもたらすサービスを世界中で提供した。1807年奴隷貿易法はイギリス帝国内における取引を禁止していたが、その後イギリス海軍が西アフリカ艦隊を創設し、政府は禁止令を執行できるようにするための国際条約の交渉をした。しかし、そのシーパワーが陸上に進出することはなかった。大国間の陸上戦争には、クリミア戦争、第二次イタリア独立戦争、普墺戦争、普仏戦争などのほか、多数の小国間の紛争があった一方、イギリス海軍は清王朝に対してアヘン戦争とアロー戦争を仕掛けた。
最も決定的な出来事は、1914年までオスマン帝国が名目上の領有権を有していたにもかかわらず、イギリスによる70年間ものエジプト占領をもたらしたイギリス・エジプト戦争から生じた。歴史家のA・J・P・テイラーは「（これは）主要な出来事であった。実際、セダンの戦いと日露戦争におけるロシアの敗北との間の国際関係において、唯一の決定的に重要な事件であった」と述べている。彼はまた、その長期的な影響を次のように強調している。
英国のエジプト占領は勢力均衡を修正した。それはインド航路のための英国の安全保障をもたらしたのみならず、それによって英国は東地中海と中東の支配者となり、海峡でロシアと対峙する最前線に立つ必要がなくなった....こうして10年後の露仏同盟への道筋を整えたのである。
イギリスは1840年以降に自由貿易政策を採用し、世界各国との間で財や資本の大規模な取引をしてきた。19世紀後半に発明された新技術である蒸気船や電報により帝国の支配と防衛が可能になり、イギリス帝国の勢力拡大をより一層支えた。1902年までに、イギリス帝国はオール・レッド・ラインと呼ばれた電報ケーブルのネットワークにより結ばれていた。

### 衰退
パクス・ブリタニカはウィーン会議によって確立された大陸秩序の崩壊により弱体化した。ヨーロッパ列強間の関係は、クリミア戦争に至るオスマン帝国の衰退、普仏戦争後におけるイタリア王国やドイツ帝国の形成といった新たな国民国家の出現などの結果により、限界点を越えていた。どちらの戦争も、ヨーロッパ最大の国家と軍隊が関与していた。ドイツ帝国、大日本帝国、アメリカの工業化は、19世紀後半におけるイギリスの産業覇権の相対的な衰退に寄与し、1914年の第一次世界大戦の開始はパクス・ブリタニカの終焉を告げた。しかしイギリス帝国は、第二次世界大戦後に脱植民地化が始まる1945年まで最大の植民地帝国であり、1956年の第二次中東戦争にてアメリカとソビエト連邦の圧力により英仏両軍がエジプトから撤退するまでは、有数の大国の1つであった。

## 海軍力
パクス・ブリタニカはナポレオン戦争中に確立されたイギリス海軍の絶対的優位性を背景としていた。平時は海賊や奴隷貿易の取り締まりなどが主であるため、常時大艦隊を揃えるというようなことはなかったが、必要とあれば他の列強以上の早さで戦列艦を建造する能力をイギリスは備えていた。特に19世紀末のイギリス海軍整備の基本方針は二国標準（Two-Power Standard）として知られる。1889年の Naval Defence Act で銘記されたこの原則は、端的に言えば第二位、第三位の国の海軍力を併せたよりも更に大きな海軍力を整備するという方針である。当初、具体的な仮想敵国は伝統的な競争相手であるフランスとロシアを想定していた。1900年頃からフランスとロシアに代わって、新たにドイツ帝国とアメリカ合衆国が政治的・経済的・軍事的な競争相手として現れると、建艦競争は激しさを増し二国標準は立ち行かなくなったが、公式には1909年まで掲げられた。

## 対外政策
19世紀のイギリス外交はアメリカ独立戦争、フランス革命戦争、そしてナポレオン戦争の教訓から、「海路の支配」・「戦略地域の安全確保」・「対英同盟の阻止」という三つの原則に則って進められた。

### 海路の支配
最も重要なのは、エンパイア＝ルート（Empire Route） と呼ばれる帝国通商路、つまりエジプトを経由してイギリス（本国）とインド（最重要植民地）を結ぶ航路の確保である。ナイルの海戦とトラファルガーの海戦によって海上でのイギリスの優位は確立されていたが、これをさらに維持・強化する必要があった。交易上の問題だけでなく、兵力の迅速な輸送にも関わったためである。マルタ島、喜望峰、セイロン島など、イギリスにとっての戦略重要地点が戦争中に占領され、ウィーン会議でその領有が認められた。これら交易路上の要地には海軍基地が建設された。エジプトにスエズ運河が出来ると、これもただちに影響下に置いた。

### 戦略地域の安全確保
ボスポラス・ダーダネルス海峡やイギリス海峡対岸のネーデルラントといった地政学上重要な地域はその安全と中立が課題となった。イギリスと海を挟んだ反対側、現在のベルギーにあたる地域は、喉元に突きつけられた短剣とも言え、歴代のイギリス政府はこの地域の中立化に心血を注いできた。カトリック国のスペインからプロテスタントのオランダが独立する際はそれを支持し、オランダから南部カトリック州が分離するならばフランスの影響下に入ることのないように注意を払った。

### 対英同盟の阻止
いかにイギリスといえどもアメリカ独立戦争やナポレオン戦争の時のようにヨーロッパの複数の国に連携して対抗されてはいかにも分が悪い。故にイギリスに対して同盟が結ばれたり、単独でイギリスを脅かすような大国がヨーロッパに現れることは何としても防がなければならなかった。伝統的な敵国であったフランスとロシアが常に警戒の対象であったため、両国を牽制する新勢力として統一されたドイツ帝国が現れ、フランス第二帝政を打倒したときは当初は歓迎すらされた。しかし、ドイツ帝国や、同じく南北戦争を乗り越えて再統一を果たしたアメリカ合衆国のような新興国が台頭すると、イギリスをはじめ旧来の大国は相対的に地位を低下させる。さらに、親英的で対外政策には慎重であったオットー・フォン・ビスマルクを更迭したヴィルヘルム2世が親政を開始すると、「新航路」政策とも呼ばれる彼の対外積極政策がイギリス帝国の利害と対立するようになった。そして、南部アフリカではボーア戦争で予想外の苦戦を強いられ、イギリスは国力や威信を大きく損ねた。そこで、ロシアを抑え込む目的で、当時は近代化の途上にあった東洋の小国である日本と日英同盟を結び、「栄光ある孤立」政策をも放棄した。その2年後には英仏協商で長年の宿敵であったフランスと事実上の同盟関係を結び、ドイツ帝国の膨張政策に対抗しようとした。さらに、日露戦争での日本の勝利と日露の和解（日露協商）を経て英露協商を締結し、主にドイツを仮想敵とする勢力均衡の構造を形成することになる。